# Dolichurus haemorrhous
Dolichurus haemorrhous is een vliesvleugelig insect uit de familie van de kakkerlakkendoders (Ampulicidae). De wetenschappelijke naam van de soort is voor het eerst geldig gepubliceerd in 1886 door A. Costa.